# Șatoi
Șatoi (în rusă Шато́й; în cecenă Шуьйта) este un sat din Republica Cecenia, Rusia. Este centrul administrativ al Districtului Șatoiski. Populația: 1.771.
Șatoi este satul natal al președintelui rebel Doku Umarov.

## Geografie
Satul este așezat în defileul râului Argun, aproape de vărsarea acestuia.
Satele înconjurătoare: în nord-vest - Haka, Siuji și Bolșoie Varanda, în the nord-est - Zonîi, în sud - Pamiatoi, în sud-vest - Vașindaroi și Riaduhoi, în sud-est - Iukerci-Keloi.